# Štefan Infner
Štefan Infner (15. června 1919 Vráble - 5. srpna 1988) byl slovenský a československý člen 2. odboje, generál, politik Komunistické strany Slovenska, poslanec Slovenské národní rady a poslanec Sněmovny národů Federálního shromáždění na počátku normalizace a vojenský prokurátor v Trenčíně v 70. letech.

## Biografie
Za druhé světové války působil od ledna 1943 u československých jednotek na východní frontě, do nichž vstoupil v Buzuluku. 1. července 1944 byl povýšen na podporučíka a 7. března 1945 se stal poručíkem. V letech 1968-1980 zastával post vyššího vojenského prokurátora v Trenčíně. 1. května 1975 byl jmenován do hodnosti generálmajora. Do zálohy odešel 29. února 1980 po více než 34 letech služby vojáka z povolání.
Během pražského jara zasedal v takzvané Pillerově komisi, která měla na starosti rehabilitace obětí bezpráví 50. let. Po provedení federalizace Československa usedl v lednu 1969 do Sněmovny národů Federálního shromáždění. Do federálního parlamentu ho nominovala Slovenská národní rada, kde rovněž zasedal. Ve FS setrval do konce funkčního období, tedy do voleb roku 1971.